# Рефрактор
Рефра́ктор — оптический телескоп, в котором для собирания света используется система линз, называемая объективом. Работа таких телескопов обусловлена явлением рефракции (преломления).

## История изобретения
Телескоп-рефрактор был впервые использован для астрономических наблюдений Галилеем в 1609 году. Галилей, основываясь на слухах об изобретении голландцами зрительной трубы, разгадал её устройство и изготовил образец, который впервые использовал для астрономических наблюдений.
Первый телескоп Галилея имел апертуру 4 сантиметра, фокусное расстояние около 50 сантиметров и степень увеличения 3×. Второй телескоп имел апертуру 4,5 сантиметра, фокусное расстояние 125 сантиметров, степень увеличения 34×. Все телескопы Галилея были весьма несовершенны, но несмотря на это, в течение двух первых лет наблюдений ему удалось обнаружить четыре спутника планеты Юпитер, фазы Венеры, пятна на Солнце, горы на Луне (дополнительно была измерена их высота), наличие у Сатурна «придатков» с двух противоположных сторон (природу этого явления Галилей разгадать не смог).

## Устройство
Телескоп-рефрактор содержит два основных узла: линзовый объектив и окуляр. Объектив создаёт действительное уменьшенное обратное изображение бесконечно удалённого предмета в фокальной плоскости. Это изображение рассматривается в окуляр как в лупу. В силу того, что каждая отдельно взятая линза обладает различными аберрациями (хроматической, сферической и проч.), обычно используются сложные ахроматические и апохроматические объективы. Такие объективы представляют собой выпуклые и вогнутые линзы, составленные и склеенные с тем, чтобы минимизировать аберрации.

### Телескоп Галилея
Телескоп Галилея имел в качестве объектива одну собирающую линзу, а окуляром служила рассеивающая линза. Такая оптическая схема даёт неперевёрнутое (земное) изображение. Главными недостатками галилеевского телескопа являются очень малое поле зрения и сильная хроматическая аберрация. Такая система всё ещё используется в театральных биноклях, и иногда в самодельных любительских телескопах.

### Телескоп Кеплера
Иоганн Кеплер в 1611 г. усовершенствовал телескоп, заменив рассеивающую линзу в окуляре собирающей. Это позволило увеличить поле зрения и вынос зрачка, однако система Кеплера даёт перевёрнутое изображение. Преимуществом трубы Кеплера является также и то, что в ней имеется действительное промежуточное изображение, в плоскость которого можно поместить измерительную шкалу. По сути, все последующие телескопы-рефракторы являются трубами Кеплера.
К недостаткам системы относится сильная хроматическая аберрация, которую до создания ахроматического объектива устраняли путём уменьшения относительного отверстия телескопа.

### Ахромат
Телескоп-рефрактор с ахроматическим объективом, как правило дублетом. Наиболее широко распространённый вплоть до настоящего времени тип телескопов-рефракторов. Работы по созданию ахроматического объектива начались ориентировочно в 1730-х гг (британские оптики Джордж Басс, Честер Мур Холл). Патент на ахроматический объектив — дублет с линзами из крона и флинта был выдан британскому королевскому оптику Джону Доллонду (John Dolland) в 1758 г. С этого времени началось производство ахроматических рефракторов. Существует несколько разновидностей ахроматических объективов, применяемых в телескопах-рефракторах, в частности, дублеты Литрова, Кларка, Фраунгофера (последний нашёл наибольшее применение).

### Апохромат
Телескоп-рефрактор с апохроматическим объективом, оптические аберрации которого, в первую очередь хроматическая, исправлены значительно лучше, чем в ахромате. Как правило (хотя и не во всех случаях), в объективе используются элементы из стекла со сверхнизкой дисперсией или флюорит. Объектив — двух- или трёхлинзовый. По сравнению с ахроматами апохроматы могут иметь большую светосилу и значительно превосходят ахроматы по качеству изображения. Первым апохроматом (апохроматический триплет Доллонда) был телескоп c диаметром объектива 9,53 см и фокальным отношением f/11, созданный Питером Доллондом (сыном Джона Доллонда) в Великобритании в 1763 г. Распространение апохроматических рефракторов в астрономической оптике можно отнести ко второй половине XX века, долгое время их распространение сдерживала высокая стоимость флюоритовой оптики или специальных стёкол. С 1990-х годов, благодаря широкому внедрению в оптической промышленности стёкол со сверхнизкой дисперсией, по своим характеристикам близких к флюориту, апохроматические рефракторы стали значительно более доступны и популярны, в том числе и в любительской астрономии.

## Современные рефракторы
Самый большой рефрактор мира принадлежит Йеркской обсерватории (США) и имеет диаметр объектива 102 см.
Более крупные рефракторы не используются. Это связано с тем, что качественные большие линзы дороги в производстве и крайне тяжелы, что ведёт к деформации и ухудшению качества изображения. Крупные телескопы обычно являются рефлекторами.

### Крупнейшие рефракторы
| Обсерватория                         | Местонахождения            | Диаметр, см/дюйм | Год сооружения — демонтажа | Примечания                                                   |
| ------------------------------------ | -------------------------- | ---------------- | -------------------------- | ------------------------------------------------------------ |
| Всемирная выставка (1900)            | Париж                      | 125/49           | 1900—1909                  | Телескоп Всемирной выставки в Париже 1900 года               |
| Йеркская обсерватория                | Уильямс Бэй, Висконсин     | 102/40           | 1897                       | Рефрактор Кларка                                             |
| Ликская обсерватория                 | гора Гамильтон, Калифорния | 91/36            | 1888                       |                                                              |
| Парижская обсерватория               | Медон, Франция             | 83/33            | 1893                       | Двойной, визуальный объектив 83 см, фотографический — 62 см. |
| Потсдамский астрофизический институт | Потсдам, Германия          | 81/32            | 1899                       | Двойной, визуальный 50 см, фотографический 80 см.            |
| Обсерватория Ниццы                   | Франция                    | 76/30            | 1880                       |                                                              |
| Пулковская обсерватория              | Санкт-Петербург            | 76/30            | 1885—1941                  |                                                              |
| Обсерватория Аллегейни               | Питтсбург, Пенсильвания    | 76/30            | 1917                       | Рефрактор Thaw                                               |
| Гринвичская обсерватория             | Гринвич, Великобритания    | 71/28            | 1893                       |                                                              |
| Гринвичская обсерватория             | Гринвич, Великобритания    | 71/28            | 1897                       | Двойной, визуальный 71 см, фотографический 66 см             |
| Обсерватория Архенхольда             | Берлин, Германия           | 70/27            | 1896                       | Самый длинный современный рефрактор                          |

## Галерея
- 102-см телескоп-рефрактор Йеркской обсерватории. Снимок 2006 года
- 76-см рефрактор обсерватории Ниццы
- 68-см рефрактор Венской обсерватории
- Большой рефрактор обсерватории Архенхольд в Берлине
- Телескоп Всемирной выставки в Париже 1900 года